# Gentiana anisostemon
Gentiana anisostemon är en gentianaväxtart som beskrevs av Cecil Victor Boley Marquand. Gentiana anisostemon ingår i släktet gentianor, och familjen gentianaväxter. Inga underarter finns listade i Catalogue of Life.